# Twyn Castell
Twyn Castell är ett slott i Storbritannien.   Det ligger i kommunen Caerphilly och riksdelen Wales, i den södra delen av landet, 220 km väster om huvudstaden London. Twyn Castell ligger 212 meter över havet.
Terrängen runt Twyn Castell är huvudsakligen kuperad, men den allra närmaste omgivningen är platt. Terrängen runt Twyn Castell sluttar söderut. Runt Twyn Castell är det tätbefolkat, med 613 invånare per kvadratkilometer. Närmaste större samhälle är Newport, 19,2 km öster om Twyn Castell. Trakten runt Twyn Castell består i huvudsak av gräsmarker.